# Ephesia helena
Ephesia helena là một loài bướm đêm trong họ Noctuidae.